# メンタルコーチ
メンタルコーチ（英：mental coach）は、対話を通じて相手の内面にある考えや気づきを引き出しながら目標達成に導いていくコーチングスキルを持つコーチ。

## 解説
おもにはアスリートのモチベーション、目標設定、プランニングや練習の質向上や、本番活気力向上、チーム力、コミュニケーション向上などを目的とするスポーツメンタルコーチから、経営者やビジネスマンなど、日々のメンタルを良質な状態にするためのコーチングがある。
| サブスタブ | この項目は、まだ閲覧者の調べものの参照としては役立たない、書きかけの項目です。この項目を加筆・訂正などしてくださる協力者を求めています。このテンプレートは分野別のサブスタブテンプレートやスタブテンプレート（Wikipedia:分野別のスタブテンプレート参照）に変更することが望まれています。 |